# 阮令嬴
阮令嬴（477年—543年），會稽郡余姚县（今浙江省余姚市）人，先後曾嫁給南齊始安王蕭遙光、南齊廢帝蕭寶卷、南梁武帝蕭衍等。

## 生平
阮令嬴原姓石氏，父親石靈寶，母親陳氏。石令嬴初嫁南齐始安王蕭遙光為姬妾。蕭遙光謀逆被杀，石氏作為罪犯女眷以美貌被南齊廢帝蕭寶卷納入宫中。蕭衍起兵征討昏庸的南齊廢帝蕭寶卷，並放出宮中美人兩千，石氏以美貌仍被蕭衍留在宮中，並封為采女。天監七年八月，石氏產下皇子蕭繹。蕭衍大喜，封石氏为修容，並賜姓阮氏。封其父石靈寶為奉朝請。
大同九年七月，阮氏於江洲内寢逝世，享年67歲。蕭衍追諡“宣”。之後阮令嬴之子蕭繹即位，是為南梁元帝，並追封生母阮令嬴為文宣太后。時石靈寶已死，追贈散騎常侍、左衛將軍，武康縣侯等等，又賜食邑五百戶；阮令嬴生母陳氏封為武康縣侯夫人。

## 外部連結
[在维基数据编辑]
 《南史·卷12》，出自李延壽《南史》